# Formule 1 v roce 1990
Ve Formuli 1 v roce 1990 se uskutečnilo celkem 16 závodů Grand Prix. Mistrem světa se stal již podruhé Ayrton Senna s vozem McLaren-Honda MP4/5B, Pohár konstruktérů znovu obhájila stáj McLaren.

## Pravidla
Boduje prvních 6 jezdců podle klíče:
- První - 9 bodů
- Druhý - 6 bodů
- Třetí - 4 bodů
- Čtvrtý - 3 bodů
- Pátý - 2 body
- Šestý - 1 body

- Maximálně 12 válcové nepřeplňované motory o objemu 3500 cm³
- Minimální hmotnost vozů 575 kg
- Do konečné klasifikace hodnocení jezdců se započítává 11 nejlepších výsledků, ostatní body se škrtají
- V poháru konstruktérů se započítávají všechny výsledky.

## Velké ceny
| Datum               | Grand Prix                                  | Náhled | Akce               | Jezdec                      | Vůz                         | Stav MS      |
| ------------------- | ------------------------------------------- | ------ | ------------------ | --------------------------- | --------------------------- | ------------ |
| 1. GP 11. března    | USA Phoenix (Výsledky)                      |        | Závod              | Ayrton Senna                | McLaren-Honda MP4/5B        | Ayrton Senna |
| 1. GP 11. března    | USA Phoenix (Výsledky)                      | Kolo   | Gerhard Berger     | McLaren-Honda MP4/5B        |                             | Ayrton Senna |
| 1. GP 11. března    | USA Phoenix (Výsledky)                      | Pole   | Gerhard Berger     | McLaren-Honda MP4/5B        |                             | Ayrton Senna |
| 2. GP 25. března    | Brazílie Interlagos (Výsledky)              |        | Závod              | Alain Prost                 | Ferrari 641                 | Ayrton Senna |
| 2. GP 25. března    | Brazílie Interlagos (Výsledky)              | Kolo   | Gerhard Berger     | McLaren-Honda MP4/5B        |                             | Ayrton Senna |
| 2. GP 25. března    | Brazílie Interlagos (Výsledky)              | Pole   | Ayrton Senna       | McLaren-Honda MP4/5B        |                             | Ayrton Senna |
| 3. GP 13. května    | San Marino Imola (Výsledky)                 |        | Závod              | Riccardo Patrese            | Williams-Renault FW13B      | Ayrton Senna |
| 3. GP 13. května    | San Marino Imola (Výsledky)                 | Kolo   | Alessandro Nannini | Benetton-Ford Cosworth B190 |                             | Ayrton Senna |
| 3. GP 13. května    | San Marino Imola (Výsledky)                 | Pole   | Ayrton Senna       | McLaren-Honda MP4/5B        |                             | Ayrton Senna |
| 4. GP 27. května    | Monako Circuit de Monaco (Výsledky)         |        | Závod              | Ayrton Senna                | McLaren-Honda MP4/5B        | Ayrton Senna |
| 4. GP 27. května    | Monako Circuit de Monaco (Výsledky)         | Kolo   | Ayrton Senna       | McLaren-Honda MP4/5B        |                             | Ayrton Senna |
| 4. GP 27. května    | Monako Circuit de Monaco (Výsledky)         | Pole   | Ayrton Senna       | McLaren-Honda MP4/5B        |                             | Ayrton Senna |
| 5. GP 10. června    | Kanada Circuit Gilles Villeneuve (Výsledky) |        | Závod              | Ayrton Senna                | McLaren-Honda MP4/5B        | Ayrton Senna |
| 5. GP 10. června    | Kanada Circuit Gilles Villeneuve (Výsledky) | Kolo   | Gerhard Berger     | McLaren-Honda MP4/5B        |                             | Ayrton Senna |
| 5. GP 10. června    | Kanada Circuit Gilles Villeneuve (Výsledky) | Pole   | Ayrton Senna       | McLaren-Honda MP4/5B        |                             | Ayrton Senna |
| 6. GP 24. června    | Mexiko Hermanos Rodríguez (Výsledky)        |        | Závod              | Alain Prost                 | Ferrari 641                 | Ayrton Senna |
| 6. GP 24. června    | Mexiko Hermanos Rodríguez (Výsledky)        | Kolo   | Alain Prost        | Ferrari 641                 |                             | Ayrton Senna |
| 6. GP 24. června    | Mexiko Hermanos Rodríguez (Výsledky)        | Pole   | Gerhard Berger     | McLaren-Honda MP4/5B        |                             | Ayrton Senna |
| 7. GP 8. července   | Francie Paul-Ricard (Výsledky)              |        | Závod              | Alain Prost                 | Ferrari 641                 | Ayrton Senna |
| 7. GP 8. července   | Francie Paul-Ricard (Výsledky)              | Kolo   | Nigel Mansell      | Ferrari 641                 |                             | Ayrton Senna |
| 7. GP 8. července   | Francie Paul-Ricard (Výsledky)              | Pole   | Nigel Mansell      | Ferrari 641                 |                             | Ayrton Senna |
| 8. GP 15. července  | Velká Británie Silverstone (Výsledky)       |        | Závod              | Alain Prost                 | Ferrari 641                 | Alain Prost  |
| 8. GP 15. července  | Velká Británie Silverstone (Výsledky)       | Kolo   | Nigel Mansell      | Ferrari 641                 |                             | Alain Prost  |
| 8. GP 15. července  | Velká Británie Silverstone (Výsledky)       | Pole   | Nigel Mansell      | Ferrari 641                 |                             | Alain Prost  |
| 9. GP 29. července  | Německo Hockenheimring (Výsledky)           |        | Závod              | Ayrton Senna                | McLaren-Honda MP4/5B        | Ayrton Senna |
| 9. GP 29. července  | Německo Hockenheimring (Výsledky)           | Kolo   | Thierry Boutsen    | Williams-Renault FW13B      |                             | Ayrton Senna |
| 9. GP 29. července  | Německo Hockenheimring (Výsledky)           | Pole   | Ayrton Senna       | McLaren-Honda MP4/5B        |                             | Ayrton Senna |
| 10. GP 12. srpna    | Maďarsko Hungaroring (Výsledky)             |        | Závod              | Thierry Boutsen             | Williams-Renault FW13B      | Ayrton Senna |
| 10. GP 12. srpna    | Maďarsko Hungaroring (Výsledky)             | Kolo   | Riccardo Patrese   | Williams-Renault FW13B      |                             | Ayrton Senna |
| 10. GP 12. srpna    | Maďarsko Hungaroring (Výsledky)             | Pole   | Thierry Boutsen    | Williams-Renault FW13B      |                             | Ayrton Senna |
| 11. GP 26. srpna    | Belgie Spa-Francorchamps (Výsledky)         |        | Závod              | Ayrton Senna                | McLaren-Honda MP4/5B        | Ayrton Senna |
| 11. GP 26. srpna    | Belgie Spa-Francorchamps (Výsledky)         | Kolo   | Alain Prost        | Ferrari 641                 |                             | Ayrton Senna |
| 11. GP 26. srpna    | Belgie Spa-Francorchamps (Výsledky)         | Pole   | Ayrton Senna       | McLaren-Honda MP4/5B        |                             | Ayrton Senna |
| 12. GP 9. září      | Itálie Monza (Výsledky)                     |        | Závod              | Ayrton Senna                | McLaren-Honda MP4/5B        | Ayrton Senna |
| 12. GP 9. září      | Itálie Monza (Výsledky)                     | Kolo   | Ayrton Senna       | McLaren-Honda MP4/5B        |                             | Ayrton Senna |
| 12. GP 9. září      | Itálie Monza (Výsledky)                     | Pole   | Ayrton Senna       | McLaren-Honda MP4/5B        |                             | Ayrton Senna |
| 13. GP 23. září     | Portugalsko Estoril (Výsledky)              |        | Závod              | Nigel Mansell               | Ferrari 641                 | Ayrton Senna |
| 13. GP 23. září     | Portugalsko Estoril (Výsledky)              | Kolo   | Riccardo Patrese   | Williams-Renault FW13B      |                             | Ayrton Senna |
| 13. GP 23. září     | Portugalsko Estoril (Výsledky)              | Pole   | Nigel Mansell      | Ferrari 641                 |                             | Ayrton Senna |
| 14. GP 30. září     | Španělsko Jerez (Výsledky)                  |        | Závod              | Alain Prost                 | Ferrari 641                 | Ayrton Senna |
| 14. GP 30. září     | Španělsko Jerez (Výsledky)                  | Kolo   | Riccardo Patrese   | Williams-Renault FW13B      |                             | Ayrton Senna |
| 14. GP 30. září     | Španělsko Jerez (Výsledky)                  | Pole   | Ayrton Senna       | McLaren-Honda MP4/5B        |                             | Ayrton Senna |
| 15. GP 21. října    | Japonsko Suzuka (Výsledky)                  |        | Závod              | Nelson Piquet               | Benetton-Ford Cosworth B190 | Ayrton Senna |
| 15. GP 21. října    | Japonsko Suzuka (Výsledky)                  | Kolo   | Riccardo Patrese   | Williams-Renault FW13B      |                             | Ayrton Senna |
| 15. GP 21. října    | Japonsko Suzuka (Výsledky)                  | Pole   | Ayrton Senna       | McLaren-Honda MP4/5B        |                             | Ayrton Senna |
| 16. GP 4. listopadu | Austrálie Adelaide (Výsledky)               |        | Závod              | Nelson Piquet               | Benetton-Ford Cosworth B190 | Ayrton Senna |
| 16. GP 4. listopadu | Austrálie Adelaide (Výsledky)               | Kolo   | Nigel Mansell      | Ferrari 641                 |                             | Ayrton Senna |
| 16. GP 4. listopadu | Austrálie Adelaide (Výsledky)               | Pole   | Ayrton Senna       | McLaren-Honda MP4/5B        |                             | Ayrton Senna |

## Konečné hodnocení Mistrovství světa

### Jezdci
| Jezdec             | Vůz       | Počet bodů |
| ------------------ | --------- | ---------- |
| Ayrton Senna       | McLaren   | 78         |
| Alain Prost        | Ferrari   | 71 (73)    |
| Nelson Piquet      | Benetton  | 43 (44)    |
| Gerhard Berger     | McLaren   | 43         |
| Nigel Mansell      | Ferrari   | 37         |
| Thierry Boutsen    | Williams  | 34         |
| Riccardo Patrese   | Williams  | 23         |
| Alessandro Nannini | Benetton  | 21         |
| Jean Alesi         | Tyrrell   | 13         |
| Roberto Moreno     | Euro Brun | 6          |
| Ivan Capelli       | March     | 6          |
| Aguri Suzuki       | Lola      | 6          |
| Éric Bernard       | Lola      | 5          |
| Derek Warwick      | Lotus     | 3          |
| Satoru Nakadžima   | Tyrrell   | 3          |
| Stefano Modena     | Brabham   | 2          |
| Alex Caffi         | Arrows    | 2          |
| Mauricio Gugelmin  | March     | 1          |

### Pohár konstruktérů
| Ročník   | Počet bodů |
| -------- | ---------- |
| McLaren  | 121        |
| Ferrari  | 110        |
| Benetton | 71         |
| Williams | 57         |
| Tyrrell  | 16         |
| Lola     | 11         |
| March    | 7          |
| Lotus    | 3          |
| Brabham  | 2          |
| Arrows   | 2          |

### Národy
| Ročník         | Počet bodů |
| -------------- | ---------- |
| Brazílie       | 128        |
| Francie        | 89         |
| Itálie         | 54         |
| Rakousko       | 43         |
| Velká Británie | 40         |
| Belgie         | 34         |
| Japonsko       | 9          |